# Hardecourt-aux-Bois
Hardecourt-aux-Bois és un municipi francès situat al departament del Somme i a la regió dels Alts de França. L'any 2007 tenia 81 habitants.

## Demografia

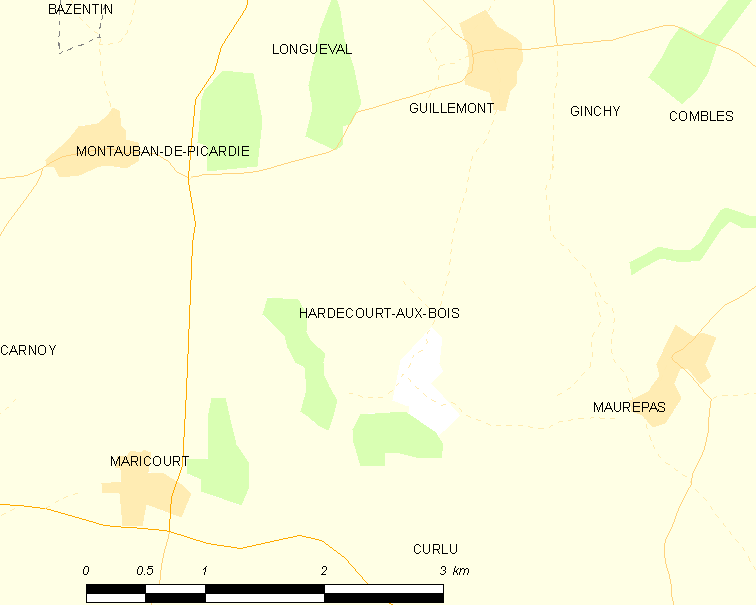
mapa del municipi

### Població
El 2007 la població de fet de Hardecourt-aux-Bois era de 81 persones. Hi havia 36 famílies de les quals 18 eren unipersonals (9 homes vivint sols i 9 dones vivint soles), 9 parelles sense fills i 9 parelles amb fills.
La població ha evolucionat segons el següent gràfic:
Habitants censats

### Habitatges
El 2007 hi havia 52 habitatges, 42 eren l'habitatge principal de la família, 8 eren segones residències i 3 estaven desocupats. Tots els 51 habitatges eren cases. Dels 42 habitatges principals, 37 estaven ocupats pels seus propietaris, 2 estaven llogats i ocupats pels llogaters i 2 estaven cedits a títol gratuït; 2 tenien dues cambres, 11 en tenien tres, 8 en tenien quatre i 21 en tenien cinc o més. 32 habitatges disposaven pel capbaix d'una plaça de pàrquing. A 17 habitatges hi havia un automòbil i a 14 n'hi havia dos o més.

### Piràmide de població
La piràmide de població per edats i sexe el 2009 era:
| Homes | Edats   | Dones |
| ----- | ------- | ----- |
| 0     | 95 o +  | 0     |
| 0     | 90 a 94 | 0     |
| 0     | 85 a 89 | 0     |
| 0     | 80 a 84 | 4     |
| 4     | 75 a 79 | 4     |
| 4     | 70 a 74 | 4     |
| 0     | 65 a 69 | 4     |
| 0     | 60 a 64 | 0     |
| 0     | 55 a 59 | 0     |
| 0     | 50 a 54 | 0     |
| 8     | 45 a 49 | 0     |
| 0     | 40 a 44 | 4     |
| 4     | 35 a 39 | 4     |
| 4     | 30 a 34 | 4     |
| 0     | 25 a 29 | 4     |
| 8     | 20 a 24 | 0     |
| 0     | 15 a 19 | 4     |
| 4     | 10 a 14 | 0     |
| 0     | 5 a 9   | 0     |
| 0     | 0 a 4   | 0     |

## Economia

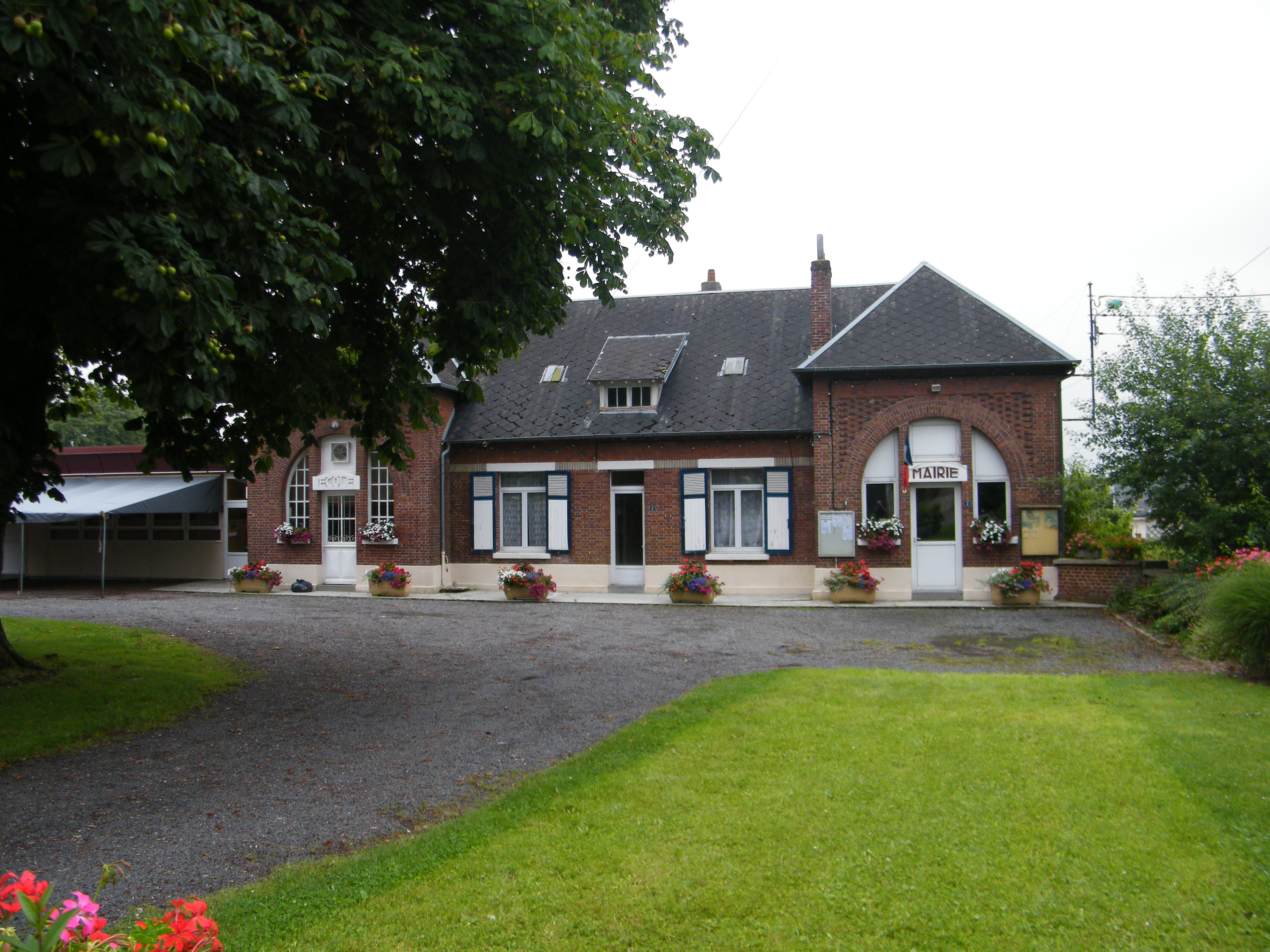

El 2007 la població en edat de treballar era de 49 persones, 39 eren actives i 10 eren inactives. De les 39 persones actives 35 estaven ocupades (21 homes i 14 dones) i 4 estaven aturades (2 homes i 2 dones). De les 10 persones inactives 5 estaven jubilades, 1 estava estudiant i 4 estaven classificades com a «altres inactius».
Activitats econòmiques
Dels 3 establiments que hi havia el 2007, 1 era d'una empresa de fabricació d'altres productes industrials, 1 d'una empresa d'hostatgeria i restauració i 1 d'una entitat de l'administració pública.

## Poblacions més properes
El següent diagrama mostra les poblacions més properes.